# Communauté de communes du Val de Cher
Die Communauté de communes du Val de Cher ist ein französischer Gemeindeverband mit der Rechtsform einer Communauté de communes im Département Allier in der Regionen Auvergne-Rhône-Alpes. Sie wurde am 3. Februar 2000 gegründet und umfasst sieben Gemeinden. Der Verwaltungssitz befindet sich im Ort Audes.

## Historische Entwicklung
Mit Wirkung vom 1. Januar 2016 fusionierten die ehemaligen Gemeinden Givarlais, Louroux-Hodement und Maillet zur Commune nouvelle Haut-Bocage.
Im gleichen Jahr verließ die Gemeinde Saint-Vitte den Gemeindeverband und wechselte in die Communauté de communes Berry Grand Sud.

## Mitgliedsgemeinden
| Gemeinde                              | Einwohner 1. Januar 2022 | Fläche km² | Dichte Einw./km² | Code INSEE | Postleitzahl |
| ------------------------------------- | ------------------------ | ---------- | ---------------- | ---------- | ------------ |
| Audes                                 | 408                      | 28,26      | 14               | 03010      | 03190        |
| Estivareilles                         | 1.114                    | 11,27      | 99               | 03111      | 03190        |
| Haut-Bocage                           | 850                      | 70,64      | 12               | 03158      | 03190        |
| Nassigny                              | 195                      | 18,32      | 11               | 03193      | 03190        |
| Reugny                                | 262                      | 7,66       | 34               | 03213      | 03190        |
| Vallon-en-Sully                       | 1.468                    | 38,02      | 39               | 03297      | 03190        |
| Vaux                                  | 1.164                    | 18,10      | 64               | 03301      | 03190        |
| Communauté de communes du Val de Cher | 5.461                    | 192,27     | 28               | –          | –            |

## Geographie

### Lage
Der Gemeindeverband liegt am Oberlauf des Flusses Cher etwa auf halber Strecke zwischen den Städten Bourges und Clermont-Ferrand.

### Landschaft
Die Landschaft ist hügelig in Höhen zwischen 170 und 360 Metern ü. d. M. Der Fôret de Tronçais ist ein ausgedehntes Waldgebiet mit etwa 70 % Eichen und 20 % Buchen.

### Klima

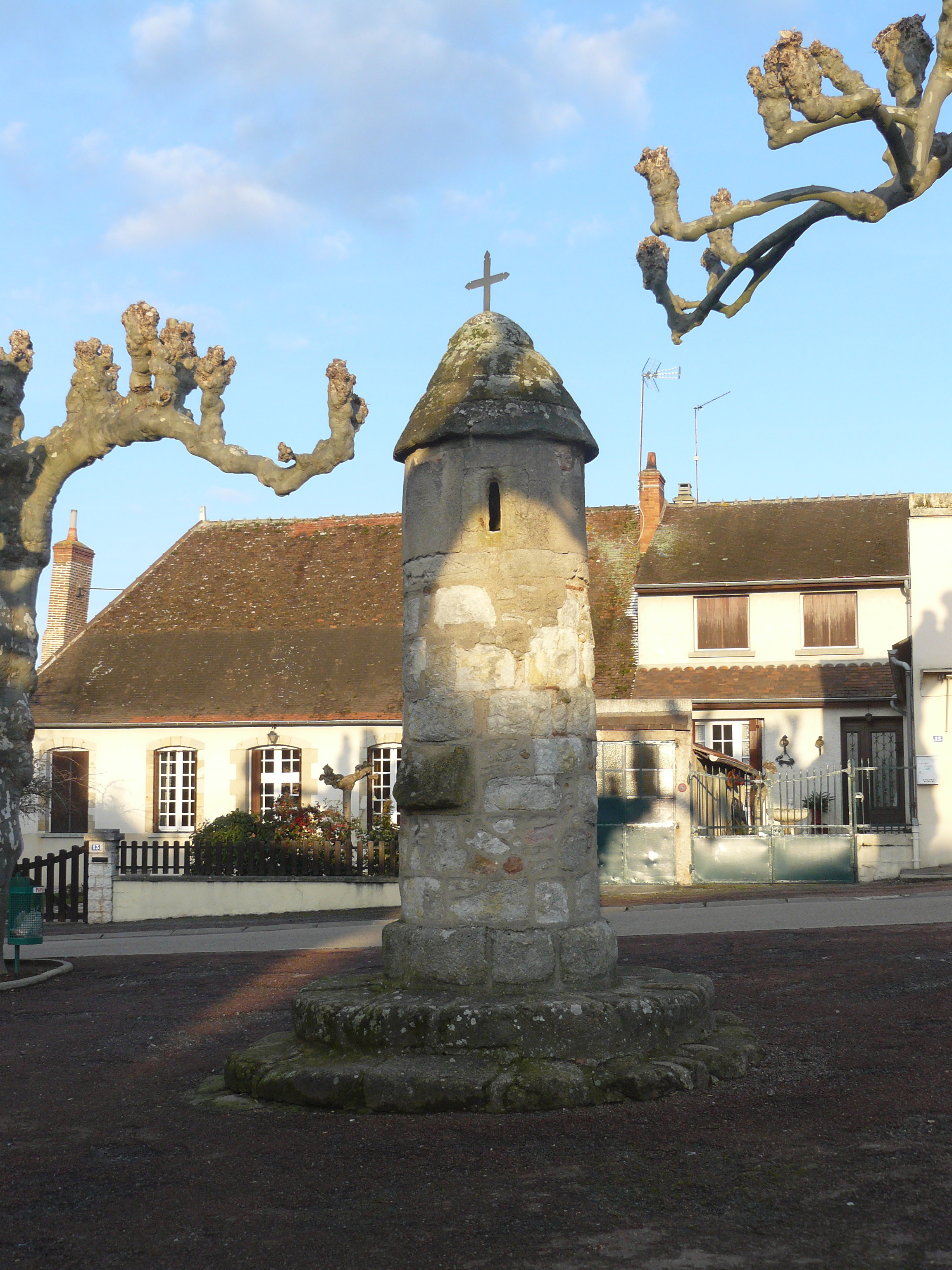
Totenleuchte von Estivareilles

Das Klima wird in hohen Maße beeinflusst vom Zentralmassiv. Die sommerlichen Tagestemperaturen erreichen nur selten Höchstwerte von über 30 °C. An einigen Tagen im Winter fällt Schnee und die Temperaturen bewegen sich zeitweise im Frostbereich.

## Wirtschaft
Alle 10 Mitgliedsgemeinden sind in hohem Maße von der Landwirtschaft (Ackerbau, Viehzucht und Milchwirtschaft) und vom Kleinhandwerk geprägt; Industriebetriebe gibt es in der Region nicht. Auch Weinbau und Wander-Tourismus spielen nur eine untergeordnete Rolle.

## Sehenswürdigkeiten
Die leicht hügelige Landschaft lädt zu Wanderungen ein. Die einzige Monument von kulturhistorischer Bedeutung ist die Totenleuchte von Estivareilles.